# Bastille Day - Alive at The Whiskey
Bastille Day - Alive at The Whiskey è un mini-live album degli Shark Island, uscito nel 1989 per l'etichetta discografica Epic Records.

## Tracce
1. Paris Calling
2. Ready or Not
3. Shake for Me
4. Get Some Strange
5. Passion to Ashes
6. Make a Move

## Formazione
- Richard Black - voce
- Spencer Sercombe - chitarra e voce
- Chris Heilmann - basso e voce
- Greg Ellis - batteria e percussioni